# Gare de Régissa
La gare de Régissa est une ancienne gare ferroviaire belge de la ligne 126, de Statte à Ciney située au lieu-dit Régissa sur le territoire de la commune de Modave, dans la province de Liège en Région wallonne, non loin du village de Fourneau se trouvant sur la commune de Marchin.

## Situation ferroviaire
La gare de Régissa se trouvait au point kilométrique (PK) 6,70 de la ligne 126, de Statte à Ciney, entre la gare de Marchin et le point d'arrêt de Fourneau.

## Histoire
La section de Statte à Modave via Huy-Sud est mise en service le 22 novembre 1875 par les Chemins de fer de l'État belge à qui la Compagnie du chemin de fer Hesbaye-Condroz vient de remettre à bail l'exploitation de son réseau. La ligne atteint finalement Ciney en 1877. La ligne suit le fond de la vallée encaissée du Hoyoux, s'implanteront plusieurs industries utilisant l'énergie hydraulique du Hoyoux.
Malgré cela, il n'y a pas de gare ouverte au public, les usines de Regissa possédant seulement une gare privée pour le transport de matières premières. Il n'y a alors aucune station entre Huy-Sud et Barse, laquelle se trouve à 1 863 m en direction de Modave.
Les Chemins de fer de l'État belge finissent par décider de la transformation de la gare privée en halte ouverte aux voyageurs et marchandises le 1er novembre 1882. En plus des voyageurs, mentionnés en 1884, elle est aménagée pour la réception de marchandises des catégories 2 et 3 ainsi que les bestiaux et tapissières ; la gare de Marchin (autre gare privée à proximité transformée à cette époque) n'accueillant que les voyageurs et certaines marchandises.
Il semble que Régissa n'ait jamais été dotée d'un bâtiment de gare pour les voyageurs et la vente de titres de transport. Les seules photographies connues mentionnent une grande halle à marchandises et deux petites constructions près du passage à niveau face aux usines sidérurgiques.
La SNCB supprime les trains de voyageurs de la ligne 126 le 11 novembre 1962, puis ceux de marchandises au sud de Marchin en 1964. Le bâtiment de la gare finit par disparaître ; seules subsistent les usines et quelques vestiges au bord du RAVeL.

## Patrimoine ferroviaire
Il ne reste plus de traces des bâtiments présents en gare ; le RAVeL de la ligne 126 passe à cet endroit, avec un parking / aire de repos. Une section de voie avec aiguillage (raccordement de l'usine) et un gabarit pour les wagons de marchandises ont été conservés.